# Кім Кі Дук
Кім Кі Дук (кор. 김기덕, трансліт. Кім Ґідок, кор. вимова: [kimɡidʌk] ( прослухати); нар. 20 грудня 1960, Собьок — пом. 11 грудня 2020, Рига) — південнокорейський кінорежисер та сценарист.

## Біографія
Народився в селищі Собьок (서벽) повіту Понхва (봉화) провінції Північна Кьонсан. Невдовзі сім'я переїхала до Сеула, де хлопця віддали на навчання до сільськогосподарської школи. Не закінчивши навчання, Кім Кі Дук у віці 17 років пішов працювати на завод. У 20 років розпочав службу в армії, 5 років він провів на службі в морській піхоті. Після повернення з армії подався до храму для незрячих, де провів ще два роки, маючи намір стати священником. Саме в цей період життя Кім Кі Дук захопився живописом і для розвитку власних здібностей поїхав до Парижа. Там в 1990—1992 рр. вивчав живопис, архітектуру, скульптуру та музику.

### Кінокар'єра
Уже 1995 року він розпочав свою кар'єру як сценарист, здобувши нагороду за найкращий сценарій до фільму «Художник та злочинець, засуджені до смерті». Згодом майбутній режисер подорожував світом і проводив виставки своїх картин. Утім після ще двох нагород за найкращі сценарії Кім Кі Дук узявся до знімання фільмів безпосередньо. Так світ побачив перші фільми — «Крокодил» (1996) і «Дикі тварини» (1996). Фільми мали сенсаційні відгуки від корейських критиків за складність та неоднозначність учинків і характерів героїв, шокувальний візуальний ряд та неочікувані висновки, які підводив режисер. У 2004 році він отримав нагороди за найкращу режисуру на двох різних кінофестивалях за два різні фільми. На Берлінському міжнародному кінофестивалі він був нагороджений за фільм "Самаритянка" (2004), а на Венеційському кінофестивалі - за фільм "3-Ірон" (також 2004).  У 2011 році його документальний фільм "Аріранґ" отримав нагороду за найкращий фільм у категорії "Особливий погляд" Каннського кінофестивалю. У 2012 він отримав «Золотого лева» на 69-му Венеційському кінофестивалі за фільм «П'єта». У 2015 році в Пекіні на секції "Азійські блискучі зірки" майбутнього Берлінського міжнародного кінофестивалю було оголошено, що Кім буде режисером свого найбюджетнішого на сьогодні фільму "Хто такий Бог?", продюсерами якого є голлівудські продюсери Стівен Кастор і Джим Райґіл (триразовий лауреат премії "Оскар") під прапором своєї продюсерської компанії Its Just Us Productions, а також китайська продюсерська компанія Film Carnival (Ханчжоу). Фільм був профінансований CITIC Guoan, Huafeng Investment Consultation та Its Just Us Productions (China Daily News).

### Контроверсії та цензура
Британська комісія з класифікації фільмів затримала випуск фільму Кім Кі Дука «Острів» (2000) у Великій Британії через випадки жорстокого поводження із тваринами у фільмі. Щодо сцен, на яких із жаби здирають шкіру після побиття до смерті, а риб калічать, режисер заявив: «Ми приготували всю рибу, яку використовували у фільмі, і з'їли її, висловивши свою вдячність. Я вчинив багато жорстокості щодо тварин у своїх фільмах. І мене мучитиме совість до кінця свого життя», — пояснив режисер.
Американському інтерв'юеру, який припустив, що такі сцени тривожать і створюють перешкоду для розповсюдження стрічки в інших країнах, Кім сказав: «Як я бачу, їжа, яку ми їмо сьогодні, нічим не відрізняється. В Америці ви їсте яловичину, свинину і вбиваєте всіх цих тварин. І люди, які їдять цих тварин, не стурбовані їхнім забоєм. Тварини є частиною цього циклу споживання. На екрані це виглядає більш жорстоким, але я не бачу різниці. І так, існує культурна різниця, і, можливо, американці матимуть із цим проблеми, але якщо вони можуть бути просто більш чутливими щодо того, що прийнятно в різних країнах, я сподіваюся, у них не буде занадто багато проблем із тим, що відображається на екрані».
У 2013 році фільм Кіма Кі Дука «Мебіус» фактично заборонили до прокату в Республіці Корея. У ньому йдеться про чоловіка, який виріс у неблагополучній родині, зруйнованій подружньою невірністю батька (у фільмі є сцена, у якій батько каструє себе). Зрештою, головний герой відрікається від світу.
Корейська комісія з віковим рейтингами надала фільму статус «для обмеженого розповсюдження», тим самим прирівнявши його до порнографії, — це означло, що нову картину Кіма могли показувати тільки в місцях, куди закритий доступ неповнолітнім, а таких кінотеатрів у Кореї немає.

### Звинувачення в сексуальних домаганнях і виправдання
У 2017 році був звинувачений анонімною акторкою в насильницькому примушуванні до знімання у сцені сексу у фільмі «Мебіус», на які вона нібито не давала згоди. Наступного року ще три жінки звинувачували його в сексуальному насильстві. Кім Кі Дук виступив із зустрічними позовами у зв'язку з помилковими звинуваченнями і дифамації. У січні 2019 суд зняв із Кіма звинувачення в сексуальному нападі, однак він мав сплатити близько 4 450 доларів США штрафу за напад.

### Смерть
11 грудня 2020 року помер внаслідок ускладнення від COVID-19, перебуваючи в Ризі (Латвія). За словами режисера Віталія Манського, Кім Кі Дук прибув до Латвії 20 листопада. З 5 грудня він не виходив на зв'язок. У ніч на 11 грудня він помер у лікарні. Корейський режисер мав намір придбати будинок у Юрмалі й оформити посвідку на проживання в Латвії. Після того як режисер не з'явився на призначену зустріч, колеги почали шукати його, уточнюючи інформацію в латвійських лікарнях. Через жорсткі правила щодо захисту особистих даних цей пошук був затруднений.

## Тематика фільмів та герої
Героями Кіма стали люди пересічні, з нижніх прошарків суспільства. В екстремальних умовах боротьби і гротеску режисер відчував та передавав людську невинність.
У своїх фільмах Кім Кі Дук часто апелює до почуттів. Він не шукає вирішення глобальних проблем, він не знає відповіді на соціально значущі запитання. Його цікавить людська душа — щирість, любов, злість, злоба, правда і брехня, мінливість думок тощо.
Часто у фільмах режисера з'являється образ природи. Кім Кі Дук свідомо уникає розвитку сюжету на тлі глобалізації, великих міст та трагедій сучасності задля кращого усвідомлення глядачем емоцій та переживань героїв.

## Фільмографія
| Рік  | Українська назва                            | Корейська назва                | Транслітерація                       | Режисер | Продюсер | Сценарист |
| ---- | ------------------------------------------- | ------------------------------ | ------------------------------------ | ------- | -------- | --------- |
| 1996 | «Крокодил»                                  | 악어                           | Ag-o                                 | Так     |          | Так       |
| 1996 | «Дикі тварини»                              | 야생동물 보호구역              | Yasaeng dongmul bohoguyeog           | Так     |          | Так       |
| 1998 | «Готель «Пташина клітка»»                   | 파란 대문                      | Paran daemun                         | Так     |          | Так       |
| 2000 | «Острів»                                    | 섬                             | Seom                                 | Так     |          | Так       |
| 2000 | «Справжня вигадка»                          | 실제 상황                      | Shilje sanghwang                     | Так     |          | Так       |
| 2001 | «Адреса невідома»                           | 수취인 불명                    | Suchwiin bulmyeong                   | Так     |          | Так       |
| 2001 | «Поганий хлопець»                           | 나쁜 남자                      | Nabbeun namja                        | Так     |          | Так       |
| 2002 | «Берегова охорона»                          | 해안선                         | Haeanseon                            | Так     |          | Так       |
| 2003 | «Весна, літо, осінь, зима... і знову весна» | 봄, 여름, 가을, 겨울 그리고 봄 | Bom yeoreum gaeul gyeoul geurigo bom | Так     |          | Так       |
| 2004 | «Самаритянка»                               | 사마리아                       | Samaria                              | Так     | Так      | Так       |
| 2004 | «Порожній будинок»                          | 빈 집                          | Bin-jip                              | Так     | Так      | Так       |
| 2005 | «Натягнута тятива»                          | 활                             | Hwal                                 | Так     | Так      | Так       |
| 2006 | «Час»                                       | 시간                           | Shi gan                              | Так     | Так      | Так       |
| 2007 | «Подих»                                     | 숨                             | Soom                                 | Так     |          | Так       |
| 2008 | «Мрія»                                      | 비몽                           | Bimong                               | Так     | Так      | Так       |
| 2008 | «Прекрасна»                                 | 아름답다                       | Areumdapda                           |         | Так      | Так       |
| 2008 | «Незмонтований фільм»                       | 영화는 영화다                  | Yeonghwanun Yeonghwada               |         | Так      | Так       |
| 2010 | «Таємне возз’єднання»                       | 의형제                         | Uihyeongje                           |         |          | Так       |
| 2011 | «Аріран»                                    | 아리랑                         | Arirang                              | Так     | Так      | Так       |
| 2011 | «Амінь»                                     | 아멘                           | Amen                                 | Так     | Так      | Так       |
| 2011 | «Пунсан»                                    | 풍산개                         | Pungsan-gae                          |         | Так      | Так       |
| 2012 | «П'єта»                                     | 피에타                         | Pietà                                | Так     | Так      | Так       |
| 2013 | «Мебіус»                                    | 뫼비우스                       | Moebius                              | Так     | Так      | Так       |
| 2013 | «Груба гра»                                 | 배우는 배우다                  | Baeuneun Baeuda                      |         | Так      | Так       |
| 2013 | «Червона родина»                            | 붉은 가족                      | Boog-eun ga-jeok                     |         | Так      | Так       |
| 2014 | «Один на один»                              | 일대일                         | Il-dae-il                            | Так     | Так      | Так       |
| 2014 | «Знахідка»                                  | 신의 선물                      | Sinui seonmul                        |         | Так      | Так       |
| 2015 | «Стоп»                                      | 스톱                           | Seutop                               | Так     | Так      | Так       |
| 2015 | «Зроблено в Китаї»                          | 메이드 인 차이나               | Mei-deu in Chai-na                   |         | Так      | Так       |
| 2016 | «Мережа»                                    | 그물                           | Geumul                               | Так     |          |           |
| 2017 | «Вилковий навантажувач»                     | 포크레인                       | Pokeulein                            |         | Так      | Так       |
| 2018 | «Людина, простір, час і знову людина»       | 인간, 공간, 시간 그리고 인간   | Inkan, gongkan, sikan grigo inkan    | Так     |          | Так       |
| 2019 | «3000»                                      | 3000                           | 3000                                 | Так     |          |           |

## Міжнародні нагороди
| Рік  | Нагорода                                   | Категорія                         | Робота             | Результат | Примітки |
| ---- | ------------------------------------------ | --------------------------------- | ------------------ | --------- | -------- |
| 2004 | 54-й Берлінський міжнародний кінофестиваль | Срібний ведмідь (кращий режисер)  | «Самаритянка»      | Перемога  | [ 14 ]   |
| 2004 | 61-й Венеційський кінофестиваль            | Срібний лев (кращий режисер)      | «Порожній будинок» | Перемога  | [ 15 ]   |
| 2011 | 64-й Каннський кінофестиваль               | Приз програми «Особливий погляд»  | «Аріран»           | Перемога  | [ 16 ]   |
| 2012 | Кінофестиваль Курстендорф                  | «Award for Future Movies»         | «П'єта»            | Перемога  | [ 17 ]   |
| 2012 | 69-й Венеційський кінофестиваль            | Золотий лев                       | «П'єта»            | Перемога  | [ 18 ]   |
| 2014 | 71-й Венеційський кінофестиваль            | Кращий фільм програми Дні Венеції | «Сам на сам»       | Перемога  |          |